# Vincent Porret
Vincent Porret (ur. 5 sierpnia 1984 w Sallanches) – francuski biathlonista, wicemistrz świata juniorów w sztafecie, brązowy medalista mistrzostw Europy w sztafecie, zwycięzca klasyfikacji generalnej Pucharu Europy w sezonie 2007/2008.

## Osiągnięcia

### Mistrzostwa świata juniorów
| 2003 Kościelisko (Polska)      | 63. miejsce (IN), 10. miejsce (SP), 7. miejsce (PU), 16. miejsce (RL) |
| 2004 Haute Maurienne (Francja) | 29. miejsce (IN), 31. miejsce (SP), 17. miejsce (PU), 4. miejsce (RL) |
| 2005 Kontiolahti (Finlandia)   | 7. miejsc (IN), 35. miejsce (SP), 28. miejsce (PU), 2. miejsce (RL)   |

### Mistrzostwa Europy
| 2008 Nove Mesto (Czechy) | 8. miejsce (IN), 23. miejsce (SP), 17. miejsce (PU), 8. miejsce (RL) |
| 2009 Ufa (Rosja)         | 27. miejsce (IN), 40. miejsc (SP), 30. miejsc (PU), 6. miejsc (RL)   |
| 2010 Otepää (Estonia)    | 9. miejsce (IN), 11. miejsce (SP), 5. miejsce (PU), 3. miejsce (RL)  |

### Puchar IBU

#### Miejsca w klasyfikacji generalnej
| Sezon     | Miejsce |
| --------- | ------- |
| 2005/2006 | 9       |
| 2006/2007 | 11      |
| 2007/2008 | 1       |
| 2008/2009 | 17      |
| 2009/2010 | 35      |